# Galeottia prainiana
Galeottia prainiana là một loài thực vật có hoa trong họ Lan. Loài này được (Rolfe) Dressler & Christenson mô tả khoa học đầu tiên năm 1988.